# Survivor Series (2008)
Survivor Series 2008 odbyło się w hali TD Banknorth Garden City, Boston Massachusetts. Odbyły się tam walki między zawodnikami WWE. Maint Event'em był mecz Chrisa Jericho z Johnem Ceną o pas World Heavyweight Championship. Survivor Series odbyło się 23 listopada 2008. Hymnem Survivor Series jest AC/DC-Spoilin' for a Fight

## Wyniki walk
| Lp   | Mecz | Stypulacja                                     | Zwycięzca          | Czas  |
| ---- | --- | ---------------------------------------------- | ------------------ | ----- |
| Dark | The Brian Kendrick vs. Kung Fu Naki | Singles Match                                  | The Brian Kendrick | N/A   |
| 1    | Team HBK (Shawn Michaels, The Great Khali, JTG, Rey Mysterio i Shad Gaspard) vs. Team JBL (John „Bradshaw” Layfield, John Morrison, Kane, The Miz i Montel Vontavious Porter) | Traditional Survivor Series Tag Team Match     | Team HBK           | 18:13 |
| 2    | Team Raw (Beth Phoenix, Candice Michelle, Jillian Hall, Kelly Kelly i Mickie James) vs. Team SmackDown (Maria, Maryse, Michelle McCool, Natalya i Victoria)                   | Traditional Survivor Series Tag Team Match     | Team Raw           | 09:39 |
| 3    | The Undertaker vs. Big Show | Casket Match                                   | The Undertaker     | 12:45 |
| 4    | Team Batista (Batista, CM Punk, Kofi Kingston, Matt Hardy i R-Truth) vs. Team Orton (Randy Orton, Cody Rhodes, Mark Henry, Shelton Benjamin i William Regal)                  | Traditional Survivor Series Tag Team Match     | Team Orton         | 16:13 |
| 5    | Triple H (c) vs. Vladimir Kozlov vs. Edge | Triple Threat Match + WWE Championship         | Edge               | 14:22 |
| 6    | Chris Jericho (c) vs. John Cena | Singles Match + World Heavyweight Championship | John Cena          | 21:19 |

### Eliminacje
1.
| Eliminacja | Wrestler                                                       | Drużyna                                                        | Wyeliminowany przez                                            | Akcja                                                          | Czas                                                           |
| ---------- | -------------------------------------------------------------- | -------------------------------------------------------------- | -------------------------------------------------------------- | -------------------------------------------------------------- | -------------------------------------------------------------- |
| 1          | JTG                                                            | Team Michaels                                                  | MVP                                                            | Drive-by Kick                                                  | 1:39                                                           |
| 2          | MVP                                                            | Team JBL                                                       | Khali                                                          | Brain Chop                                                     | 1:54                                                           |
| 3          | Kane                                                           | Team JBL                                                       | Mysterio                                                       | Aided splash z Khali                                           | 3:25                                                           |
| 4          | Shad                                                           | Team Michaels                                                  | The Miz                                                        | Reality Check                                                  | 6:29                                                           |
| 5          | The Miz                                                        | Team JBL                                                       | Mysterio                                                       | 619                                                            | 11:43                                                          |
| 6          | JBL                                                            | Team JBL                                                       | -                                                              | Countout                                                       | 17:51                                                          |
| 7          | Morrison                                                       | Team JBL                                                       | Michaels                                                       | Sweet Chin Music                                               | 18:10                                                          |
| Zwycięzcy: | Shawn Michaels, Rey Mysterio i The Great Khali (Team Michaels) | Shawn Michaels, Rey Mysterio i The Great Khali (Team Michaels) | Shawn Michaels, Rey Mysterio i The Great Khali (Team Michaels) | Shawn Michaels, Rey Mysterio i The Great Khali (Team Michaels) | Shawn Michaels, Rey Mysterio i The Great Khali (Team Michaels) |

2.
| Eliminacja | Wrestler                | Drużyna                 | Wyeliminowany przez     | Akcja                        | Czas                    |
| ---------- | ----------------------- | ----------------------- | ----------------------- | ---------------------------- | ----------------------- |
| 1          | Victoria                | Team SmackDown          | Kelly Kelly             | Cradle pin                   | 1:49                    |
| 2          | Kelly Kelly             | Team Raw                | Maryse                  | Backbreaker                  | 2:08                    |
| 3          | McCool                  | Team SmackDown          | James                   | Mickie-DT                    | 3:52                    |
| 4          | James                   | Team Raw                | Maryse                  | Cradle pin                   | 4:19                    |
| 5          | Natalya                 | Team SmackDown          | Candice                 | Spear                        | 5:33                    |
| 6          | Jillian                 | Team Raw                | Maria                   | Roll-up                      | 6:31                    |
| 7          | Maria                   | Team SmackDown          | Candice                 | Northern Lights Suplex       | 6:42                    |
| 8          | Candice                 | Team Raw                | Maryse                  | Inverted figure four leglock | 7:16                    |
| 9          | Maryse                  | Team SmackDown          | Phoenix                 | Glam Slam                    | 8:26                    |
| Zwycięzcy: | Beth Phoenix (Team Raw) | Beth Phoenix (Team Raw) | Beth Phoenix (Team Raw) | Beth Phoenix (Team Raw)      | Beth Phoenix (Team Raw) |

3.
| Eliminacja | Wrestler                               | Drużyna                                | Wyeliminowany przez                    | Akcja                                  | Czas                                   |
| ---------- | -------------------------------------- | -------------------------------------- | -------------------------------------- | -------------------------------------- | -------------------------------------- |
| 1          | Regal                                  | Team Orton                             | Punk                                   | Go To Sleep                            | 0:11                                   |
| 2          | R-Truth                                | Team Batista                           | Benjamin                               | Paydirt                                | 7:38                                   |
| 3          | Kingston                               | Team Batista                           | Orton                                  | Elevated spike DDT                     | 10:44                                  |
| 4          | Punk                                   | Team Batista                           | Rhodes                                 | Snap DDT                               | 13:09                                  |
| 5          | M. Hardy                               | Team Batista                           | Henry                                  | World’s Strongest Slam                 | 14:21                                  |
| 6          | Henry                                  | Team Orton                             | Batista                                | Spear                                  | 14:31                                  |
| 7          | Benjamin                               | Team Orton                             | Batista                                | Batista Bomb                           | 15:05                                  |
| 8          | Batista                                | Team Batista                           | Orton                                  | RKO                                    | 16:12                                  |
| Zwycięzcy: | Randy Orton i Cody Rhodes (Team Orton) | Randy Orton i Cody Rhodes (Team Orton) | Randy Orton i Cody Rhodes (Team Orton) | Randy Orton i Cody Rhodes (Team Orton) | Randy Orton i Cody Rhodes (Team Orton) |